# Barra do Rocha
Barra do Rocha is een gemeente in de Braziliaanse deelstaat Bahia. De gemeente telt 5.860 inwoners (schatting 2009).

## Aangrenzende gemeenten
De gemeente grenst aan Gongogi, Ibirataia, Ipiaú, Nova Ibiá en Ubatã.